# Aga-Khan-Stiftung
Die Aga-Khan-Stiftung (Aga Khan Foundation, kurz: AKF) ist eine nicht konfessionsgebundene, nichtstaatliche Entwicklungshilfsorganisation, die 1967 von Karim Aga Khan IV. gegründet wurde. Die Stiftung möchte mit Modellprojekten zur sozialen Entwicklung in Asien und Ostafrika beitragen. Neben ihrem Hauptsitz in Genf (Schweiz) verfügt sie über Niederlassungen und unabhängige Tochtergesellschaften in 15 Ländern. Die Aga-Khan-Stiftung ist Teil des Aga Khan Development Network.

## Beschäftigungsschwerpunkte
Die Aga-Khan-Stiftung konzentriert sich auf ausgewählte Bereiche der Gesundheits-, Bildungs- und Landwirtschaftsentwicklung sowie die Stärkung der Zivilgesellschaft. Nach eigener Darstellung sollen die Lösungen auf die jeweilige Situation angepasst sein und übertragen werden können. Querschnittsthemen, die ebenfalls von der Aga-Khan-Stiftung behandelt werden, umfassen Human Resource Development, gesellschaftliche Teilhabe, Geschlechtergleichberechtigung und Entwicklung sowie Umweltthemen.

## Finanzierung und Zuschüsse
Die Stiftung ist die größte zuschussbasierte Institution für Sozialentwicklung im Ismailitenimamat. Neben der finanziellen Förderung durch den Aga Khan Rahim Al Husseini unterstützt die Ismailitengemeinschaft die Arbeit durch ehrenamtliche Tätigkeiten und finanzielle Beiträge. Weitere Finanzierungsquellen sind Einkünfte aus Investitionen und Zuschüssen von Regierungen, Institutionen und Partnern aus der Wirtschaft sowie aus privaten Spenden.
Zuschüsse von der Stiftung werden in der Regel Nichtregierungsorganisationen zur Verfügung gestellt, die die Ziele der Aga-Khan-Stiftung teilen. 2004 wurden von der Stiftung Mittel in Höhe von 149 Millionen US-Dollar für 130 Projekte in 16 Ländern gewährt.

## Preise und Auszeichnungen
Das „Aga Khan Rural Support Programme“ (AKRSP) in Pakistan wurde 2005 mit dem Preis für das innovativste Entwicklungsprojekt vom Global Development Network ausgezeichnet.

## Geographische Schwerpunkte
In der Regel handelt die Stiftung vor allem dort, wo sie über viele Freiwillige verfügt. Aktuell ist sie in folgenden Ländern aktiv:
- Afghanistan
- Bangladesch
- Kanada
- Indien
- Kenia
- Kirgisistan
- Mosambik
- Pakistan
- Portugal
- Schweiz
- Syrien
- Tadschikistan
- Tansania
- Uganda
- Vereinigtes Königreich
- Vereinigte Staaten